# 延命寺 (市川市)
延命寺（えんめいじ）は、千葉県市川市にある真言宗豊山派の寺院。

## 歴史
1596年（慶長元年）、真誉によって開山された。東京都江戸川区の善養寺の末寺である。
境内には、「首切り地蔵」と呼ばれる地蔵菩薩像がある。これは元々は江戸川（現・旧江戸川）ほとりの新井水門のそばにあったものである。あるとき、生実藩の藩士と女性が駆け落ちしたが、江戸川沿いで捕らえられ処刑された。村人は彼らを憐れみ、菩提を弔うために造立されたものである。その後、当寺に引き取られたものである。

## 交通アクセス
- 浦安駅より徒歩16分。